# 中共平江县委旧址
中共平江县委旧址，即三月扑城指挥所旧址，毛简青烈士故居。位于湖南省岳阳市平江县三阳乡大众村，为平江县委发动平江暴动的指挥中心。2002年公布为湖南省级文物保护单位，2013年为第七批全国重点文物保护单位。

## 建筑
建筑建于公元1919年，原为四合院砖木结构式庄园，占地面积2767平方米。曾有上栋、下栋、东栋、西栋四区，和附属建筑，共28个房间。
1926年遭洪水破坏，1932年被地方挨户团拆除后，仅存上栋和西栋横厅、过巷。
现存建筑为二层砖木结构楼房，悬山顶盖小青瓦 。下层居中为正堂，大门上方悬挂“毛简青烈士旧居”牌匾，由王首道题写。
院外另有毛简青烈士墓。

## 平江县委
1927年马日事变之后，毛简青回平江任县委书记，他将县委机关设在自家庄园，以此为掩护，1927年6月至1928年3月领导了两次农民武装扑城，第二次有20多万人参加，史称“三月扑城”。
郭亮、夏明翰、李六如等工人革命领袖，罗纳川、余贲民、朱璋等平江农运骨干在此工作和居住过。